# 東岩槻站

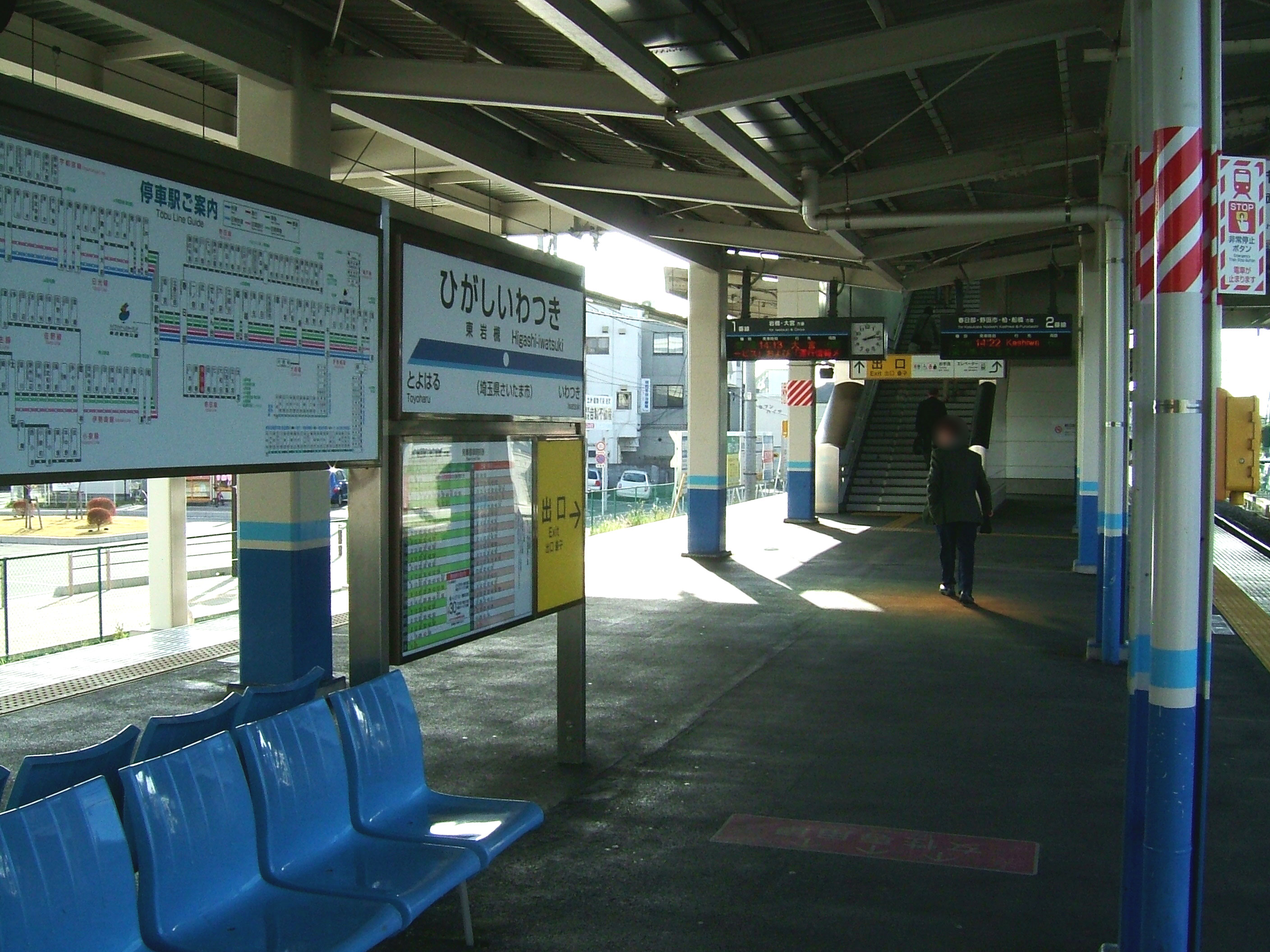
月台（2008年11月）

東岩槻站（日语：／ Higashi-Iwatsuki eki */?），位於日本埼玉縣埼玉市岩槻區東岩槻一丁目，是東武鐵道野田線（東武都市公園線）的鐵路車站。車站編號是TD 07。

## 車站構造
島式月台1面2線的地面車站，設有跨站式站房。閘機層與北口、南口、月台之間各自設有升降機、扶手電梯聯絡。

### 月台配置
| 月台 | 路線           | 方向 | 目的地               |
| ---- | -------------- | ---- | -------------------- |
| 1    | 東武都市公園線 | 上行 | 岩槻、大宮方向       |
| 2    | 東武都市公園線 | 下行 | 春日部、柏、船橋方向 |

## 使用情況
2016年度一日平均上下車人次為20,643人。
開業以後的一日平均上下車、上車人次的推移如下表。
| 年度               | 一日平均 上下車人次 | 一日平均 上車人次 |
| ------------------ | ------------------- | ----------------- |
| 1969年（昭和44年） | 507                 | 318               |
| 1970年（昭和45年） | 1,847               | 996               |
| 1975年（昭和50年） | 7,940               | 4,013             |
| 1980年（昭和55年） | 9,912               | 4,996             |
| 1985年（昭和60年） | 14,767              | 7,388             |
| 1990年（平成02年） | 18,003              | 9,023             |
| 1995年（平成07年） | 18,595              | 9,247             |
| 1998年（平成10年） | 17,093              |                   |
| 1999年（平成11年） | 16,863              |                   |
| 2000年（平成12年） | 17,395              | 8,784             |
| 2001年（平成13年） | 17,304              | 8,601             |
| 2002年（平成14年） | 17,107              | 8,485             |
| 2003年（平成15年） | 17,155              | 8,526             |
| 2004年（平成16年） | 18,335              | 9,117             |
| 2005年（平成17年） | 18,599              | 9,246             |
| 2006年（平成18年） | 19,055              | 9,498             |
| 2007年（平成19年） | 19,161              |                   |
| 2008年（平成20年） | 19,351              |                   |
| 2009年（平成21年） | 19,136              |                   |
| 2010年（平成22年） | 19,365              |                   |
| 2011年（平成23年） | 19,406              |                   |
| 2012年（平成24年） | 20,092              |                   |
| 2013年（平成25年） | 20,474              |                   |
| 2014年（平成26年） | 20,124              |                   |
| 2015年（平成27年） | 20,547              |                   |
| 2016年（平成28年） | 20,643              |                   |

## 相鄰車站
東武鐵道
 東武都市公園線
- ■特急「都市公園Liner」停靠站（只限往大宮停靠）

■急行
通過
■普通
岩槻（TD 06）－東岩槻（TD 07）－豐春（TD 08）

## 外部連結
- 東岩槻（車站資訊） - 東武鐵道